# Brazzers
Brazzers est une société de production québécoise de films pornographiques créée en 2004. Elle détient 31 sites internet pornographiques qui constituent sa plus grande notoriété.

## Historique
Créée par Ouissam Youssef et Stephane Manos, s'étant connus à l'Université Concordia où ils étaient étudiants, ainsi que de Matt Keezer, son siège social se situe à Montréal, au Québec. La majorité des tournages et séances photo se font à Las Vegas au Nevada, à Los Angeles en Californie, et à Miami en Floride. Certains tournages mettant en vedettes des actrices européennes se font à Alicante en Espagne, à Londres et à Budapest.
En 2008, le producteur Bobby Manila menace de poursuivre Brazzers en justice pour avoir fraudé en ne respectant pas le contrat qu'ils avaient signé conjointement. L'affaire est finalement réglée sans que personne porte plainte.
La société est critiquée pour s'être associée avec des sites de vidéo en streaming, comme PornHub, qui représente pour certains une menace à l'encontre de l'industrie du film pornographique. En réponse, Brazzers lance en 2009, une campagne anti-piratage conséquente. La société luxembourgeoise Manwin de Fabian Thylmann, géant du porno détenant déjà les plus influents de ces sites gratuits (YouPorn et PornHub), rachète Brazzers en mars 2010.
En 2014, Brazzers célèbre son 10e anniversaire avec un grand panneau publicitaire situé au Times Square à New York. Le panneau digital était placé au coin de 47th et 7th et était visible pour un mois.
La dernière fois que Brazzers avait utilisé un panneau d'une telle envergure était en 2010, pour promouvoir sa campagne pour des rapports sexuels protégés.
Brazzers appartient à Aylo qui l'exploite.

## Récompenses
- 2009 : AVN Award – Best Adult Website[10]
- 2009 : AVN Awards – Best New Video Production Company
- 2009 : AVN Awards – Best Big Bust Release, Big Tits at School
- 2009 : XBIZ Award – Affiliate Program of the Year[11]
- 2010 : AVN Awards - Best Big Bust Series, Big Tits at School[12]
- 2011 : AVN Awards - Best Membership Site Network[13]
- 2011 : AVN Awards - Best Big Bust Series, Big Tits at School[13]
- 2011 : AVN Awards - Best Vignette Release, Pornstar Punishment[14]
- 2012 : AVN Award – Best Big Bust Series[15]
- 2012 : AVN Award  – Best Membership Website[15]
- 2013 : XBIZ Award nominee – Vignette Release of the Year (Big Tits in Sports Vol 9 and Day With a Pornstar); Vignette Series of the Year (Big Tits in Sports and MILFs Like it Big); All-Girl Series of the Year (Hot and Mean)[16]
- 2014 : XBIZ Award – Studio Site of the Year (Brazzers.com)[17]
- 2015 : XBIZ Award – Adult Site of the Year - Multi-Genre (Brazzers.com)[18]
- 2016 : XBIZ Award – Adult Site of the Year - Video (Brazzers.com)[18]
- 2017 : XBIZ Award – Best Art Direction for Storm of Kings[18]